# Brachyopa zhelochovtzevi
Brachyopa zhelochovtzevi är en tvåvingeart som beskrevs av Mutin 1998. Brachyopa zhelochovtzevi ingår i släktet savblomflugor, och familjen blomflugor. Arten är reproducerande i Sverige.